# Caron Wheeler

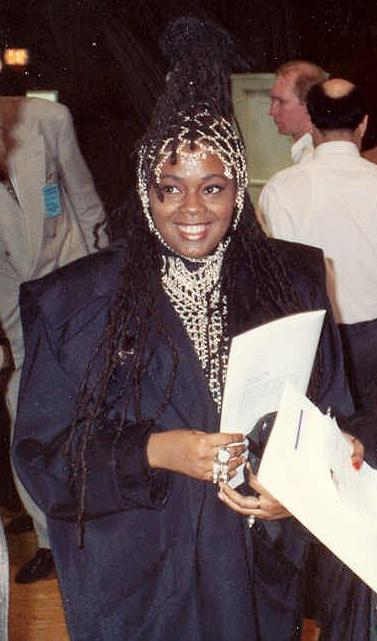

Caron Melina Wheeler, (Londres, 19 de janeiro de 1963), é uma cantora inglesa de  R&B do grupo dos anos 80 Soul II Soul.

## Discografia

### Álbuns
| Ano  | Álbum                    |
| ---- | ------------------------ |
| 1990 | UK Blak                  |
| 1993 | Beach of the War Goddess |

### Canções
| Ano  | Título                       | Álbum                    |
| ---- | ---------------------------- | ------------------------ |
| 1990 | Living In The Light          | UK Blak                  |
| 1990 | UK Blak                      | UK Blak                  |
| 1991 | Blue (Is The Colour Of Pain) | UK Blak                  |
| 1991 | Don't Quit                   | UK Blak                  |
| 1992 | I Adore You                  | Mo' Money                |
| 1993 | Beach Of The War Goddess     | Beach Of The War Goddess |
| 1993 | In Our Love                  | Beach Of The War Goddess |
| 1993 | Soul Street                  | Beach Of The War Goddess |
| 1999 | Star                         |                          |